# Tweede Kamerverkiezingen in het kiesdistrict Zutphen (1848-1850)
Tweede Kamerverkiezingen in het kiesdistrict Zutphen (1848-1850) geeft een overzicht van verkiezingen voor de Nederlandse Tweede Kamer in het kiesdistrict Zutphen in de periode 1848-1850.
Het kiesdistrict Zutphen werd ingesteld na de grondwetsherziening van 1848. Tot het kiesdistrict behoorden de volgende gemeenten: Brummen, Epe, Gorssel, Hengelo, Steenderen, Voorst, Vorden, Warnsveld en Zutphen.
Het kiesdistrict Zutphen vaardigde in dit tijdvak per zittingsperiode één lid af naar de Tweede Kamer. 
Legenda
- vet: gekozen als lid van de Tweede Kamer.

## 30 november 1848
De verkiezingen werden gehouden na ontbinding van de Tweede Kamer, na inwerkingtreding van de herziene grondwet.
|                                | 30 november | 13 december |
| ------------------------------ | ----------- | ----------- |
| Kiesgerechtigden               | 791         | 791         |
| Opkomst                        | 708         | 702         |
| Geldige stemmen                | 705         | 697         |
| Blanco stemmen                 | 3           | 5           |
| Kandidaten                     |             |             |
| J.R. Thorbecke                 | 342         | 450         |
| R.W. Tadema                    | 246         | 247         |
| E. van Löben Sels              | 98          |             |
| J.P.P. van Zuylen van Nijevelt | 14          |             |

## 3 januari 1849
Johan Thorbecke was bij de verkiezingen van 30 november 1848 gekozen in twee kiesdistricten, Leiden en Zutphen. Hij opteerde voor Leiden, als gevolg waarvan in Zutphen een naverkiezing gehouden werd. 
|                  | 3 januari |
| ---------------- | --------- |
| Kiesgerechtigden | 791       |
| Opkomst          | 623       |
| Geldige stemmen  | 622       |
| Blanco stemmen   | 1         |
| Kandidaten       |           |
| W.H. Dullert     | 337       |
| R.W. Tadema      | 264       |

## Voortzetting
In 1850 werd het kiesdistrict Zutphen omgezet in een meervoudig kiesdistrict waaraan het opgeheven kiesdistrict Ruurlo toegevoegd werd, alsmede een gedeelte van het eveneens opgeheven kiesdistrict Doetinchem (de gemeenten Ambt Doetinchem, Doesburg, Hummelo, Stad Doetinchem en Wisch). De gemeente Brummen werd afgestaan aan het kiesdistrict Arnhem en de gemeenten Epe, Gorssel en Voorst aan het kiesdistrict Deventer.